# 哈雷·陶勒
哈雷·陶勒（英語：Harley Towler，1992年12月11日—），英格蘭男子羽毛球運動員。

## 簡歷
2012年，哈雷·陶勒與彼得·布里格斯接連打進捷克國際賽和威爾斯國際賽的男子雙打決賽，並拿得亞軍。

## 主要比賽成績
只列出曾進入準決賽的國際賽事成績：
| 年份   | 賽事                     | 公開賽級別 | 項目     | 拍檔              | 成績   |
| ------ | ------------------------ | ---------- | -------- | ----------------- | ------ |
| 2012年 | 捷克羽毛球國際賽         | 國際挑戰賽 | 男子雙打 | 彼得·布里格斯     | 亞軍   |
| 2012年 | 威爾斯羽毛球國際賽       | 國際挑戰賽 | 男子雙打 | 彼得·布里格斯     | 亞軍   |
| 2013年 | 葡萄牙羽毛球國際賽       | 國際系列賽 | 男子雙打 | 彼得·布里格斯     | 亞軍   |
| 2014年 | 蘇格蘭羽毛球大獎賽       | 大獎賽     | 男子雙打 | 马修·诺丁汉       | 準決賽 |
| 2014年 | 威爾斯羽毛球國際賽       | 國際挑戰賽 | 男子雙打 | 马修·诺丁汉       | 冠軍   |
| 2014年 | 愛爾蘭羽毛球公開賽       | 國際挑戰賽 | 男子雙打 | 马修·诺丁汉       | 準決賽 |
| 2014年 | 愛爾蘭羽毛球公開賽       | 國際挑戰賽 | 混合雙打 | 艾米莉·韦斯特伍德 | 準決賽 |
| 2015年 | 奧爾良羽毛球國際挑戰賽   | 國際挑戰賽 | 男子雙打 | 马修·诺丁汉       | 冠軍   |
| 2016年 | 歐洲男子羽毛球團體錦標賽 | 其他       | 男子團體 | －                | 季軍   |
| 2018年 | 愛爾蘭羽毛球公開賽       | 國際系列賽 | 混合雙打 | 艾米莉·韦斯特伍德 | 亞軍   |

| 2007-2017年 | 首要超級賽 | 超級賽 | 黃金大獎賽 | 大獎賽 | 國際挑戰賽 | 國際系列賽 | 未來系列賽 | 其他 |

| 2018-2026年 | 總決賽 | 超級1000賽 | 超級750賽 | 超級500賽 | 超級300賽 | 超級100賽 | 國際挑戰賽 | 國際系列賽 | 未來系列賽 | 其他 |